# 12311 Ingemyr
12311 Ingemyr è un asteroide della fascia principale. Scoperto nel 1992, presenta un'orbita caratterizzata da un semiasse maggiore pari a 2,6508028 UA e da un'eccentricità di 0,1972461, inclinata di 5,42912° rispetto all'eclittica.
È dedicato all'astronomo svedese Mikael Ingemyr.